# 盖尔·卡尔斯塔
盖尔·卡尔斯塔（挪威語：Geir Karlstad，1963年7月7日—），挪威男子速度滑冰运动员。他曾代表挪威获得1992年冬季奥运会速度滑冰比赛男子5000米金牌和10000米铜牌。